# Martín Fernández de Navarrete

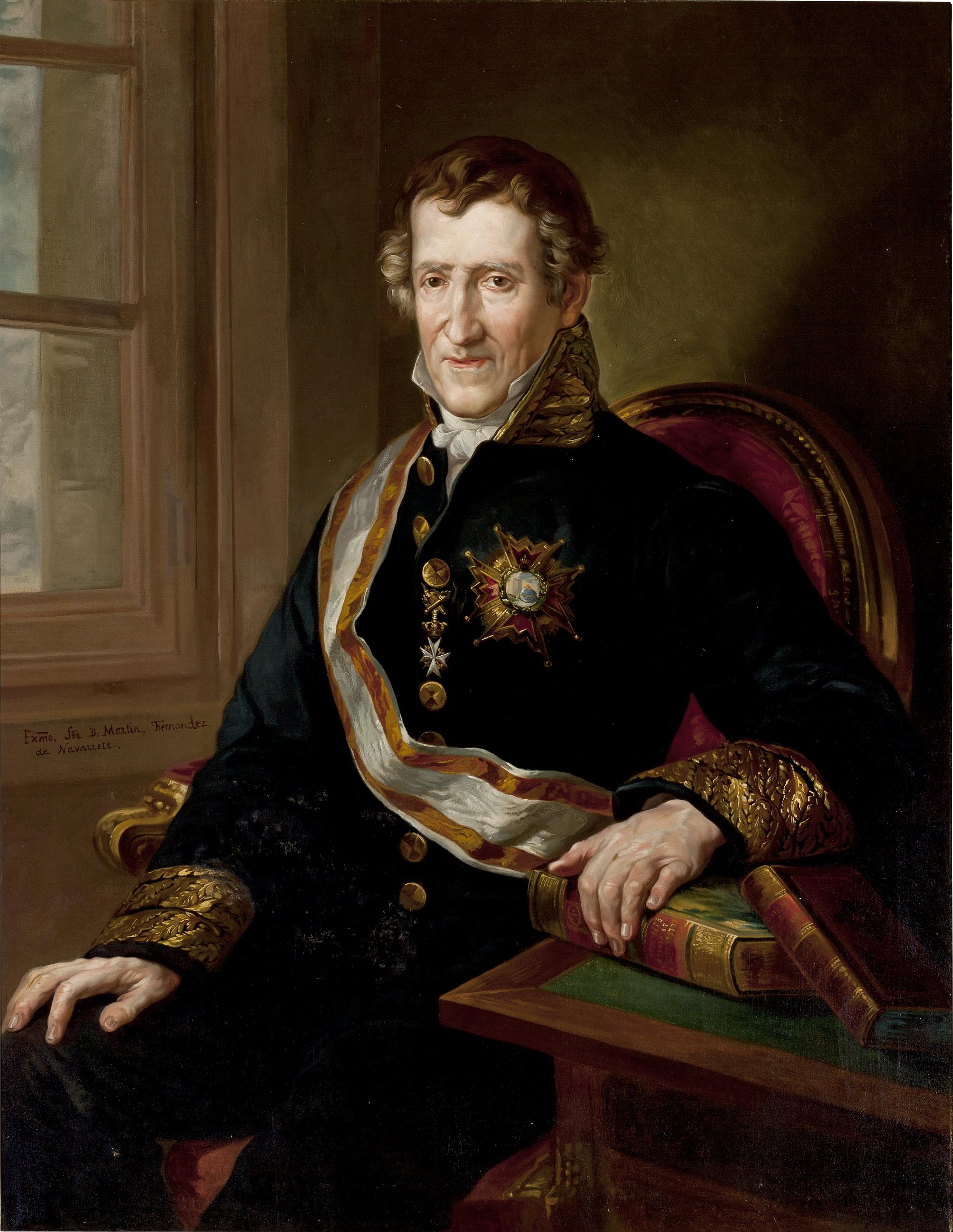
Martín Fernández de Navarrete, porträtiert von Francisco Díaz Carreño, ca. 1881 (Museo del Prado, Madrid)

Martín Fernández de Navarrete y Ximénez de Tejada (geb. 8. November 1765 in Ábalos, La Rioja; gest. 8. Oktober 1844 in Madrid) war ein spanischer Historiker, Seefahrer und Wissenschaftsautor.
Er gilt als der größte spanische Marinehistoriker seiner Zeit, insbesondere entdeckte er Bartolomé de Las Casas’ Zusammenfassung von Kolumbus’ Bericht über seine erste Reise. Navarretes Hauptwerk ist die Colleccion de los viajes y descubrimientos, que hicieron los Españoles desde el fin del siglo XV (Madrid, 1825–1837), eine fünfbändige Sammlung der Reisen und Entdeckungen, die die Spanier seit Ende des 15. Jahrhunderts gemacht haben.

## Leben
Martín Fernández de Navarrete wurde 1765 in Ábalos, La Rioja, in eine adlige Familie geboren. Einen Teil seines Studiums absolvierte er in dem Seminar in Vergara/Bergara. Im Jahr 1780 trat er in die spanische Marine ein. Im Jahr 1782 war er an den gescheiterten Operationen gegen Gibraltar beteiligt.
Seine Gesundheit zwang ihn, den aktiven Dienst zu verlassen. Danach widmete er sich der historischen Forschung. 1789 wurde er von der Krone beauftragt, in den Nationalarchiven über die maritime Geschichte Spaniens zu forschen – was zu einer monumentalen Sammlung von Kopien original spanischer Archivdokumente führte.
1793 kehrte er zur Marine zurück und nahm an der Belagerung von Toulon teil. Anschließend wurde ihm das Kommando über eine Fregatte übertragen.
Von 1797 bis 1808 bekleidete er eine Reihe von wichtigen Positionen im Marineministerium. Ab 1800 wurde er Mitglied der Spanischen Akademie für Geschichte, die er später auch leiteten sollte. Er war Bibliothekar auf Lebenszeit in der Königlich Spanischen Akademie.
Im Jahr 1808, während der französischen Invasion, zog er sich nach Andalusien zurück. Den Rest seines Lebens widmete er der Literatur.
1824 konnte er in seine Heimat zurückkehren; er bekleidete verschiedene Ämter, er war unter anderem Mitglied des Königlichen Rates der spanischen Indien und ab 1824 Direktor des Hydrographischen Instituts. Im Jahr 1837 wurde er zum Senator gewählt und zum Direktor der Akademie für Geschichte ernannt.
Der bedeutende spanische Gelehrte war auch Mitglied mehrerer internationaler Akademien (1831 z. B. wurde er Mitglied der American Philosophical Society) und geographischer Gesellschaften und galt als einer der größten Gelehrten des 18. und 19. Jahrhunderts in Spanien. Vicente Palacio Atard (1920–2013) und andere Gelehrte, die sich mit seinem Werk auseinandersetzten, nannten ihn den „letzten Enzyklopädisten“.
Neben seiner Geschichte der Nautik schrieb Fernandez de Navarrete auch über Geographie und eine Biographie von Cervantes. Zu seinem Noticia historica de las expediciones hechas por los españoles en busca del paso del noroeste de la America [dt. Historischer Bericht über die Expeditionen der Spanier auf der Suche nach der Nordwestpassage von Amerika], Madrid, 1802, wurde angemerkt, dass er „der erste spanische Schriftsteller war, der eine umfassende Skizze der Reisen zur Nordwestküste auf der Grundlage von Originaldokumenten in den Archiven in Spanien vorlegte“.
Die deutsche Übersetzung des Schiffstagebuchs von Christoph Columbus (1451–1506) in der Reclam-Ausgabe beispielsweise wurde aus dem Spanischen nach: Christóbal, Diario de Navegación, Publicación de la Comisión Nacional Cubana de la UNESCO, La Habana 1961 übersetzt, wobei Text und Fußnoten dieser Ausgabe der Edition von Martin Fernández de Navarrete (Madrid 1825) folgen.

## Publikationen
- Colección de los viajes y descubrimientos que hicieron por mar los españoles desde fines del siglo XV. Con varios documentos inéditos concernientes a la historia de la marina castellana y de los.  Imprenta Nacional, Madrid, 1825–1837 / 2. A. 1858. 5 Bände – Digitalisate: 1, 2, 3, 4, 5
- Noticia historica de las expediciones hechas por los españoles en busca del paso del noroeste de la America. Madrid, 1802
- Biographie von Cervantes (1819) – gilt als eine der besten Biographien über den Schriftsteller
- Disertacion sobre la historia de la náutica, y de las ciencias matemáticas que han contribuido a sus progresos entre los españoles. Obra postuma. [Dissertation über die Geschichte der nautischen Wissenschaft und der mathematischen Wissenschaften, die zu ihrem Fortschritt bei den Spaniern beigetragen haben – postum gedruckt] Madrid, Viuda de Calero, 1846. Digitalisat
- Biblioteca maritima española. Madrid, 1851 – postum gedruckt I, II – archive.org: 1, 2
  - Fernandez de Navarrete, Martín / Palau y Dulcet Claveras, Agustín: Biblioteca maritima española 1995 (2 Bände). ISBN 84-920502-0-9 (Faksimile-Reproduktion des Werks von Navarrete, erweitert von Palau)
- Biblioteca de Autores Españoles (Editorial Atlas) 75, 76, 77: Obras de Martín Fernández de Navarrete
- Mitwirkung an der Colección de Documentos Inéditos para la Historia de España